# Criptógama

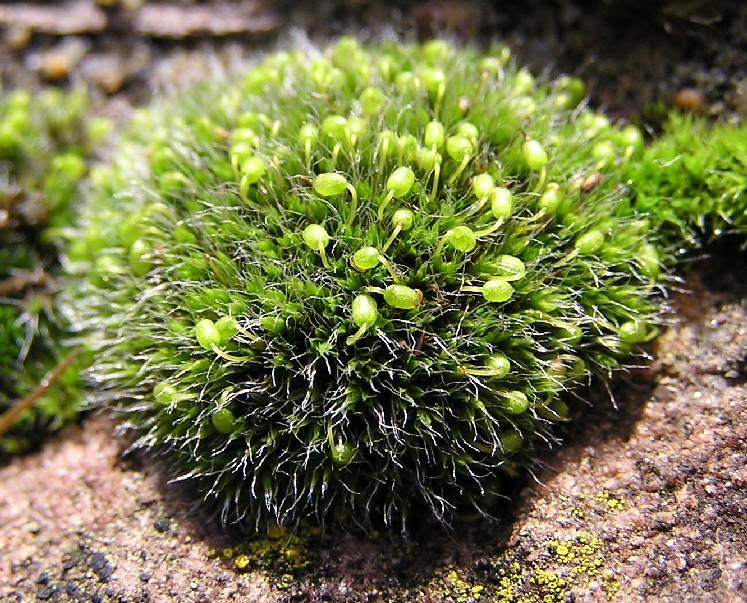
Grimmia pulvinata, um musgo

Criptógamas é um termo taxonomicamente obsoleto utilizado para referir-se às plantas (no sentido abrangente) que não produzem sementes, flores ou frutos e que se reproduzem por meio de esporos. Dentre as plantas criptógamas encontram-se os filos Bryophyta, Hepatophyta, Anthocerophyta, Pteridophyta e Lycopodiophyta, os quais incluem os organismos conhecidos pelos nomes comuns de pteridófitos e briófitos.
As briófitas (Bryophyta, Hepatophyta e Anthocerophyta) são plantas avasculares (não possuem vasos condutores de seiva) de pequeno porte, dependentes de ambientes úmidos para sua reprodução, devido à necessidade de água para a fecundação dos gametas. Este grupo inclui os musgos, hepáticas e antóceros.
Já as pteridófitas (Pteridophyta e Lycopodiophyta) são plantas vasculares, possuindo tecidos especializados para transporte de água e nutrientes. Incluem samambaias, avencas e licopódios, que também apresentam reprodução dependente de esporos. Embora o termo "criptógamas" não seja mais usado em classificações taxonômicas modernas, ele continua relevante em contextos históricos e didáticos para descrever as plantas que compartilham essas características de reprodução e morfologia.